# Ustanak u sjevernoj Dalmaciji 1684.
Ustanak u sjevernoj Dalmaciji 1684. bio je ustanak hrvatske kršćanske raje u južnim hrvatskim krajevima pod osmanskom vlašću. Podigao ga je jeseni 1684. uskok Ilija Mitrović Janković. Uslijedio je nakon osmanskog poraza u opsadi Beča.
Povodom odmetanja kršćana Mustaj-beg Atlagić i kninski dizdar Mehmed-aga pisali su odmetnutim knezovima da su serdaru Mehmed-begu Durakbegoviću prijavili sve one koji su su se odmetnuli, i prisilno i dobrovoljno odmetnuli te da je to priopćio paši. Pozivali su ih na pokoravanje da budu "careva raja kao i prije", obećavajući da im se ništa neće dogoditi. Pobunjenici su upozoreni da će njima biit na dušu ako im obitelji padnu u ropstvo, stoka oduzeta te da se nakon pisma ne mogu žaliti da im nije javljeno i da je izbor na njima.
Da bi kršćane odvratio od pobune i smirio one već pobunjene, livanjski je serdar-beg Durak Begović, koji je bio serdar postrojbi od pet-šest tisuća ljudi, pokušao je diplomatskim putem spriječiti stvari. Knezovima u zagorskom dijelu pisao je 1684. upozoravajuću poruku da se pobunjenim krajevima primiče paša s 10.000 Osmanlija. Serdar pozivlje ih pozivlje u Cetinu jamčeći im da im se neće ništa dogoditi, bez obzira na taj opći ustanak kršćana.